# Peña Manteca-Genestaza
Peña Manteca-Genestaza este o arie protejată (sit de importanță comunitară — SCI) din Spania întinsă pe o suprafață de 7.912,49 ha, integral pe uscat.

## Localizare
Centrul sitului Peña Manteca-Genestaza este situat la coordonatele 43°14′23″N 6°18′07″W / 43.2396°N 6.302°V.

## Înființare
Situl Peña Manteca-Genestaza a fost declarat sit de importanță comunitară în februarie 2004 pentru a proteja 29 de specii de animale.

## Biodiversitate
Situată în ecoregiunea atlantică, aria protejată conține 15 habitate naturale: Păduri de Quercus ilex și Quercus rotundifolia, Lande oro-mediteraneene cu formațiuni endemice de grozamă, Pajiști uscate europene, Pajiști uscate seminaturale și facies de acoperire cu tufișuri pe substraturi calcaroase (Festuco-Brometalia) (* situri importante pentru orhidee), Păduri aluvionare cu Alnus glutinosa și Fraxinus excelsior (Alno-Padion, Alnion incanae, Salicion albae), Pante stâncoase calcaroase cu vegetație casmofită, Păduri de Ilex aquifolium, Pajiști oro-iberice cu Festuca indigesta, Pseudostepă cu ierburi și specii anuale de Thero-Brachypodietea, Turbării de acoperire (* exclusiv pentru turbării active), Grohotișuri termofile și vest-mediteraneene, Păduri de fag acidofile atlantice, cu subarboret de Ilex și, uneori, de asemenea, Taxus, la nivelul arbuștilor (Quercion robori-petraeae sau Ilici-Fagenion), Pajiști umede atlantice temperate cu Erica ciliaris și Erica tetralix, Roci stâncoase cu vegetație pionieră de Sedo-Scleranthion sau Sedo albi-Veronicion dillenii, Fânețe de joasă altitudine (Alopecurus pratensis, Sanguisorba officinalis).
La baza desemnării sitului se află mai multe specii protejate:
- păsări (21): pescăruș albastru (Alcedo atthis), stârc cenușiu (Ardea cinerea), erete vânăt (Circus cyaneus), porumbel gulerat (Columba palumbus), cioară neagră (Corvus corone), cuc (Cuculus canorus), ciocănitoare neagră (Dryocopus martius), șoim călător (Falco peregrinus), vulturul pleșuv sur (Gyps fulvus), sfrâncioc roșiatic (Lanius collurio), gaia neagră (Milvus migrans), vultur egiptean (Neophron percnopterus), Perdix perdix hispaniensis, coțofană (Pica pica), Pyrrhocorax pyrrhocorax, sitar de pădure (Scolopax rusticola), turturică (Streptopelia turtur), silvie de tufiș (Sylvia undata),  cocoș de munte (Tetrao urogallus), sturz-cântător (Turdus philomelos), sturzul de vâsc (Turdus viscivorus)
- amfibieni (1): Chioglossa lusitanica
- mamifere (5): vidră de râu (Lutra lutra), liliacul mediteranean cu potcoavă (Rhinolophus euryale), liliacul mare cu potcoavă (Rhinolophus ferrumequinum), liliacul mic cu potcoavă (Rhinolophus hipposideros), urs brun (Ursus arctos)
- nevertebrate (1): rădașcă (Lucanus cervus)
- reptile (1): Lacerta schreiberi

Pe lângă speciile protejate, pe teritoriul sitului au mai fost identificate 7 specii de mamifere.